# 15.º distrito congresional de California
El 15.º distrito congresional es un distrito congresional que elige a un Representante para la Cámara de Representantes de los Estados Unidos por el estado de California.  Según la Oficina del Censo, en 2011 el distrito tenía una población de 670 952 habitantes. Actualmente el distrito está representado por el Demócrata Eric Swalwell.

## Demografía
Según la Oficina del Censo de los Estados Unidos, en 2011 había 670 952 personas residiendo en el 15.º distrito congresional. De los 670 952 habitantes, el distrito estaba compuesto por 348 143 (51.9%) blancos; de esos, 324 315 (48.3%) eran blancos no latinos o hispanos. Además 16 840 (2.5%) eran afroamericanos o negros, 4 125 (0.6%) eran nativos de Alaska o amerindios, 242 984 (36.2%) eran asiáticos, 2 486 (0.4%) eran nativos de Hawái o isleños del Pacífico, 51 461 (7.7%) eran de otras razas y 28 741 (4.3%) pertenecían a dos o más razas. Del total de la población 134 969 (20.1%) eran hispanos o latinos de cualquier raza; 110 039 (16.4%) eran de ascendencia mexicana, 2 441 (0.4%) puertorriqueña y 862 (0.1%) cubana. Además del inglés, 3 255 (13.3%) personas mayor a cinco años de edad hablaban español perfectamente.
El número total de hogares en el distrito era de 233 549 y el 70.9% eran familias en la cual el 36.4 tenían menores de 18 años de edad viviendo con ellos. De todas las familias viviendo en el distrito, solamente el 55.5% eran matrimonios. Del total de hogares en el distrito, el 4.4 eran parejas que no estaban casadas, mientras que el 0.5% eran parejas del mismo sexo. El promedio de personas por hogar era de 2.82. 
En 2011 los ingresos medios por hogar en el distrito congresional eran de US$85 612, y los ingresos medios por familia eran de US$123 543. Los hogares que no formaban una familia tenían unos ingresos de US$65 806. El salario promedio de tiempo completo para los hombres era de US$76 304 frente a los US$55 406 para las mujeres. La renta per cápita para el distrito era de US$38 408. Alrededor del 6.5% de la población estaban por debajo del umbral de pobreza.